# Yves Le Febvre
Pour les articles homonymes, voir Le Febvre.
Yves Le Febvre, né le 24 décembre 1874 à Morlaix et mort le 21 janvier 1959 à Nantes, est un écrivain et homme politique français.

## Biographie

### En Bretagne
Né dans une famille bourgeoise, fils de Fernand Le Febvre, docteur en médecine, et petit-fils de l'archéologue Louis Briant de Laubrière, il fait ses études de droit à Rennes puis à Paris et devient docteur en droit en 1901. Dreyfusard, il démissionne du barreau des avocats de Paris, s'inscrit au barreau de Morlaix où il plaide peu ; il deviendra plus tard juge de paix à Plouescat et vit longtemps en dehors de la Bretagne. Il fait partie de la bourgeoisie urbaine et francophone, anticléricale et républicaine organisée depuis 1899 dans l'"Association des Bleus de Bretagne".
En mars 1900, il fonde avec Charles Brunellière la fédération socialiste de Bretagne au cours d'un congrès d'unification qui se tient à Nantes les 3 et 4 mars 1900. Il mène une intense activité de journaliste politique dans le "Breton socialiste" qui a succédé (jusqu'en avril 1905 à "l'Ouvrier de France") ainsi que dans le "Réveil du Finistère" son journal de campagne aux législatives de 1906, où il développe en particulier tout un programme rural, sous les couleurs républicaines et socialistes.
Libre-penseur socialiste, il est l'auteur d'une série d'études sur les mythes historiques forgés dans le "mouvement breton", ainsi que d'un livre : « La Bretagne agenouillée ». De ce fait, en plus d'être une cible pour l'Église catholique, il devient dans les années 1920 une cible pour Breiz Atao.
Il quitte le PSU-SFIO en 1911 pour le radicalisme et se consacre pour l'essentiel à la littérature.

### Polémiques
Il faut noter l'écho, en particulier chez Breiz Atao, de ses polémiques avec un autre socialiste, Émile Masson qui, lui, défendait la langue bretonne et s'indignait de certains écrits comme celui-ci : 
- « La langue bretonne, cette vaincue qui n'a pas su créer un chef-d'œuvre et qui va nécessairement s'effacer, comme s'effacent et meurent les vieilles choses usées. »
- « Le maintien de la langue bretonne n'est pas seulement une erreur, c'est un double mal pour la France et pour la Bretagne. C'est un mal pour la France dont cette survivance retarde l'unité et amoindrit par contrecoup le pouvoir d'expansion et de rayonnement. C'est un mal pour la Bretagne qu'elle prive d'hommes qui eussent été utiles et glorieux. Le jour viendra, nous l'espérons, où tous les Bretons sauront écrire et parler le français. Ce jour-là la langue bretonne aura vécu. » (Yves Le Febvre, La Pensée Bretonne, janvier 1920)

### Écrivain
Il est essentiellement connu par ses qualités d'homme de lettres et d'écrivain, les "Contes celtiques", la "Trilogie barbare" et surtout "la Terre des prêtres" ainsi que par la revue "La pensée bretonne" qu'il anime de 1913 à 1925.

### Magistrature
Yves Le Febvre entre dans la magistrature en février 1910 comme juge de paix à Plouescat. Passant par le tribunal de Lannion, il est nommé président de celui de Château-Chinon. Le 31 octobre 1924, il rejoint le tribunal civil d’Amiens comme juge, puis juge d’instruction et le 29 décembre 1932 il devient conseiller à la Cour, délégué à la protection de l’enfance coupable et moralement abandonnée.

#### Dans la Somme
Conseiller à la Cour d'Appel d'Amiens, Yves Le Febvre se voit confier en février 1935 la présidence du PEMA (Patronage des Enfants moralement abandonnés de la Somme), tâche qu'il assume jusqu'en mai 1947 avec toute la fougue et les convictions qui l'animent. L'association a pour objet "la protection, la défense et le relèvement de l'enfance coupable ou moralement abandonnée". Sous l'impulsion et le charisme de son président fondateur, dans un cadre législatif essentiellement répressif, les bénévoles agissent pour sortir ces jeunes de leur condition. C'est à cette époque où prévalent les placements en bagnes d'enfants et les maisons de correction que d'autres alternatives comme les placements familiaux sont expérimentés.
En janvier 1938, Yves Le Febvre prend la présidence de l’Union Départementale des Œuvres Privées de la Somme qui regroupe les différentes structures créées au soutien de l’enfance et des familles. En décembre de la même année, il organise une soupe populaire pour les familles nécessiteuses intitulée « le Secours d’Hiver ». 
Le 3 juin 1939, sur désignation du préfet de la Somme, Yves Le Febvre intègre la « commission d’accueil et de secours des réfugiés » et se voit confier l’organisation matérielle sur le département de la Somme du « centre de répartition » mis à la disposition des populations du Nord de la France et de la Belgique qui auraient à évacuer les  zones de combats.
Les 18 et 19 mai 1940, Amiens est bombardée et ses habitants fuient vers le sud et la Bretagne. C’est là, à Carantec, dans le Finistère, qu'Yves Le Febvre, lui-même réfugié, organise à son initiative sous les auspices du « Secours National » un « comité d’aide aux réfugiés de la Somme ».
Revenu à Amiens en septembre 1940, Yves Le Febvre intègre début 1941 un réseau de résistance affilié à « Résistances - Voix de Paris » ; on trouve dans la feuille clandestine « le Résistant » certains de ses écrits, à l’adresse des magistrats, qu’il signe Olivier son troisième prénom (Yves Simon Olivier).
Peu après la libération d’Amiens le 31 août 1944, Yves Le Febvre se voit désigné en tant qu’ancien conseiller à la Cour pour présider la « commission d’épuration », puis la « commission de vérification des internements administratifs ». Ces séances organisées au sein du CDLN (comité départemental de libération nationale) permettent ensuite à Yves Le Febvre de se relancer en politique avec l’étiquette radical-socialiste. Il se présente, sans succès, aux élections du Conseil général des 23 et 30 septembre 1945.
En tant que membre du CDLN et administrateur-séquestre du journal « le Progrès de la Somme » depuis le 10 septembre 1944, il est associé le 16 octobre 1944 à la création de la SCOP « le Courrier Picard » organe de presse issu de la résistance, toujours existant. Il en est le premier administrateur provisoire.

## Publications
- La Terre des Prêtres. 1924. L'auteur se doutait que l'ouvrage scandaliserait les cléricaux, mais pas au point de se voir intenter un long « procès d'Église » ni de lui valoir tant d'insultes. Si la lutte des cléricaux et des anticléricaux a bien vieilli à ce jour, ce roman reste une des vivantes descriptions du Pays de Léon. Il reste aussi un des rares témoignages de la chape de plomb que faisait régner le clergé sur toute cette contrée.
- Clauda Jégou, paysan de l’Arrée. 1936.

## Pour approfondir

### Archives
Un Fonds Yves Le Febvre, complété par sa fille, Elisabeth Le Febvre, a été déposé en 1999 à la Bibliothèque Yves-Le Gallo du Centre de recherche bretonne et celtique (CRBC) de l'Université de Bretagne occidentale. Il comprend 300 ouvrages, des manuscrits et des correspondances.